# ناثان روبرتسون
ناثان روبرتسون (بالإنجليزية: Nathan James Robertson) هو لاعب كرة الريشة بريطاني، ولد في 30 مايو 1977 في نوتنغهام في المملكة المتحدة.

## وصلات خارجية
- ناثان روبرتسون على موقع BWF.tournamentsoftware.com (الإنجليزية)
- ناثان روبرتسون على موقع BWFbadminton.com (الإنجليزية)
- ناثان روبرتسون على موقع اللجنة الأولمبية الدولية (الإنجليزية)
- ناثان روبرتسون على موقع أوليمبيديا (الإنجليزية)
- ناثان روبرتسون على موقع اللجنة الأولمبية البريطانية (الإنجليزية)
- ناثان روبرتسون على موقع اتحاد ألعاب الكومنولث (مؤرشف) (الإنجليزية)
- ناثان روبرتسون على موقع اتحاد ألعاب الكومنولث (مؤرشف) (الإنجليزية)
- ناثان روبرتسون على موقع دورة ألعاب الكومنولث 2006 (مؤرشف) (الإنجليزية)